# Aparelho de som

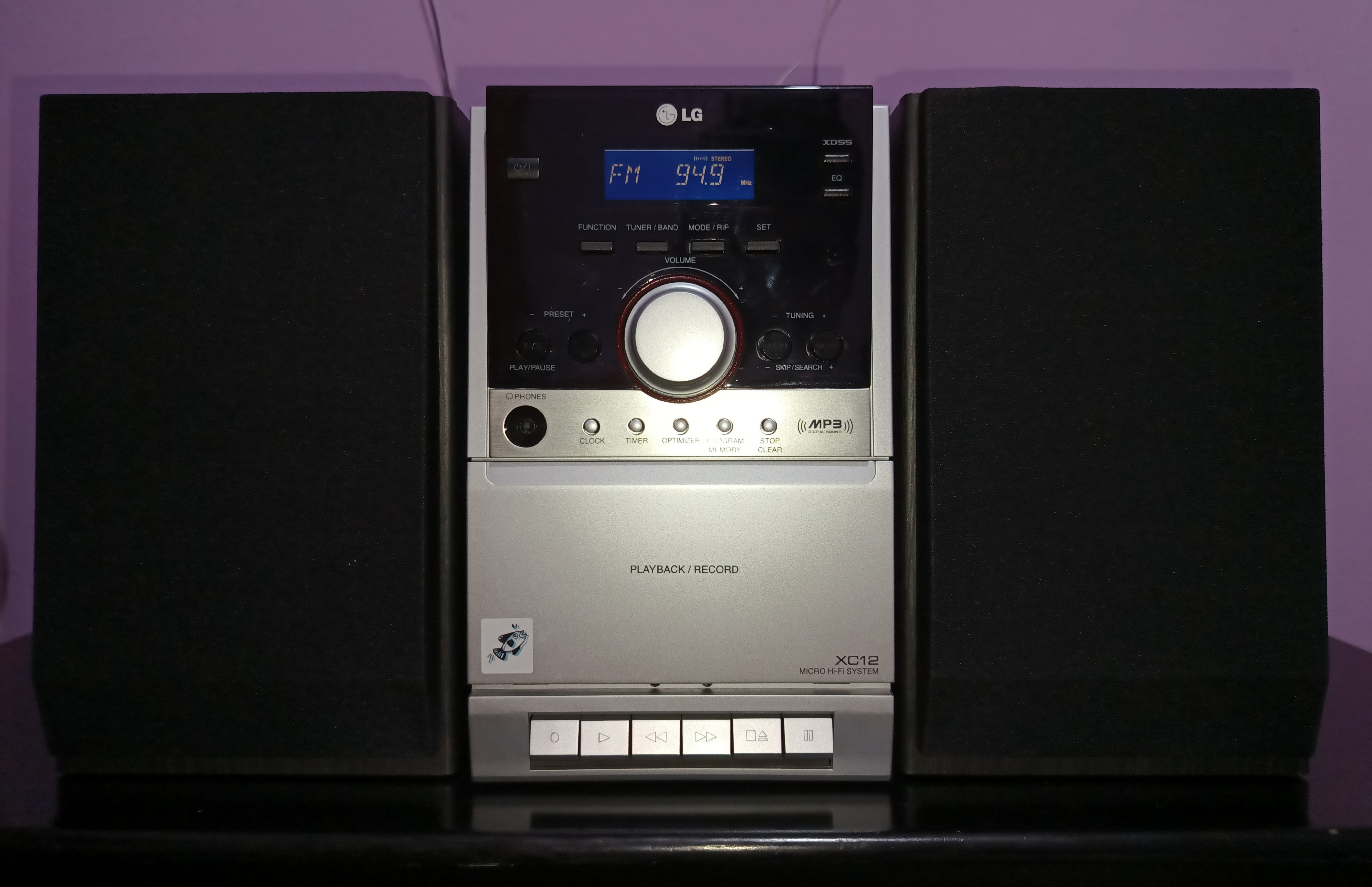
Exemplo de mini-system, um tipo popular de aparelho de som

Aparelhos de som podem ser definidos como qualquer aparelho eletroacústico que faça gravação ou reprodução de áudio, principalmente de musical.
O advento da tecnologia e principalmente da eletrônica permitiu o desenvolvimento de armazenamento de áudio e dos aparelhos de som. Desde seus primórdios, com a invenção do fonógrafo, essa reprodução eletrônica do áudio evoluiu até atingir seu auge na alta fidelidade, que faz uso da estereofonia.
A audiofilia procura melhorar o máximo possível esses aparelhos e a reprodução da música.

## Componentes
Um aparelho de som é tipicamente composto por fontes de áudio, um amplificador, caixas acústicas e cabos. Estes componentes podem estar agrupados todos juntos como nos mini-systems e micro-systems atuais, ou podem estar separados e interconectados.